# Cucullia lychnitis
Shargacucullia lychnitis là một loài bướm đêm trong họ Noctuidae.

## Hình ảnh

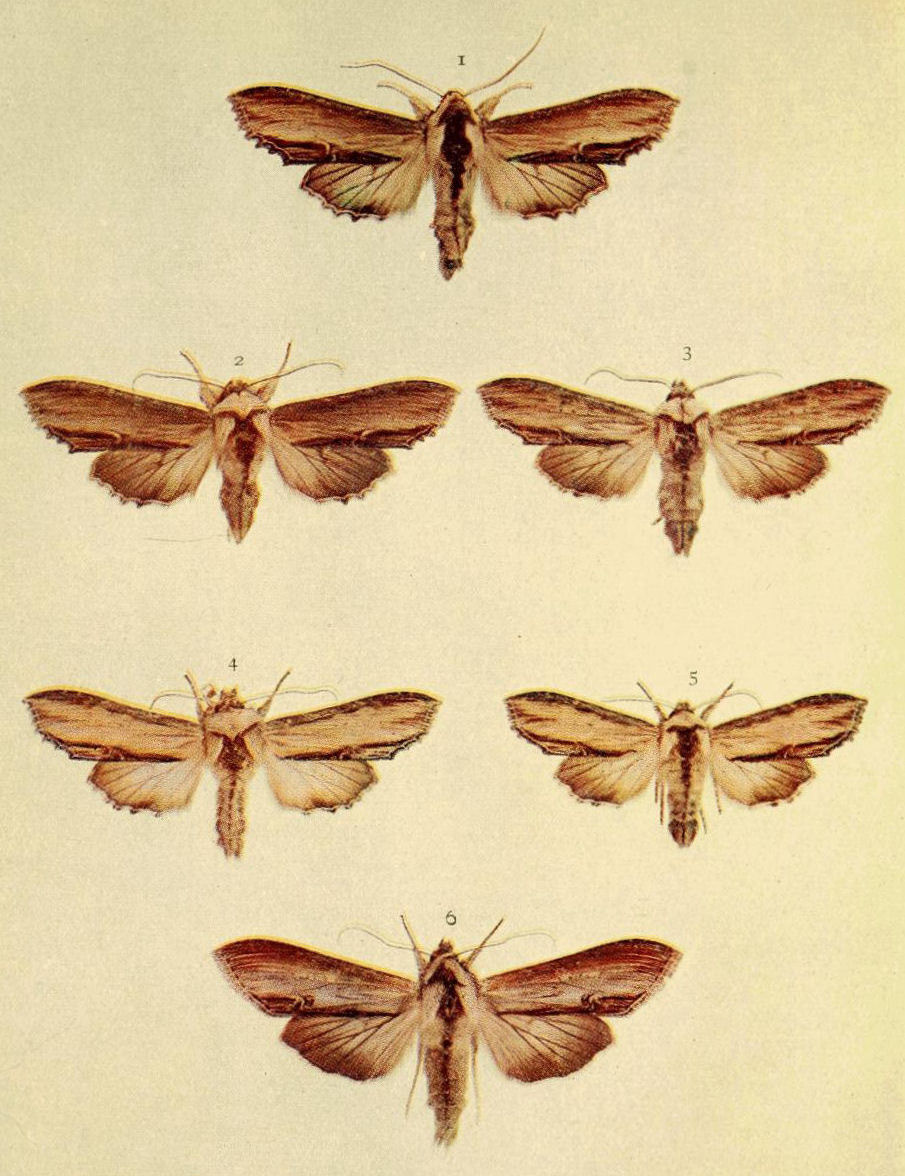
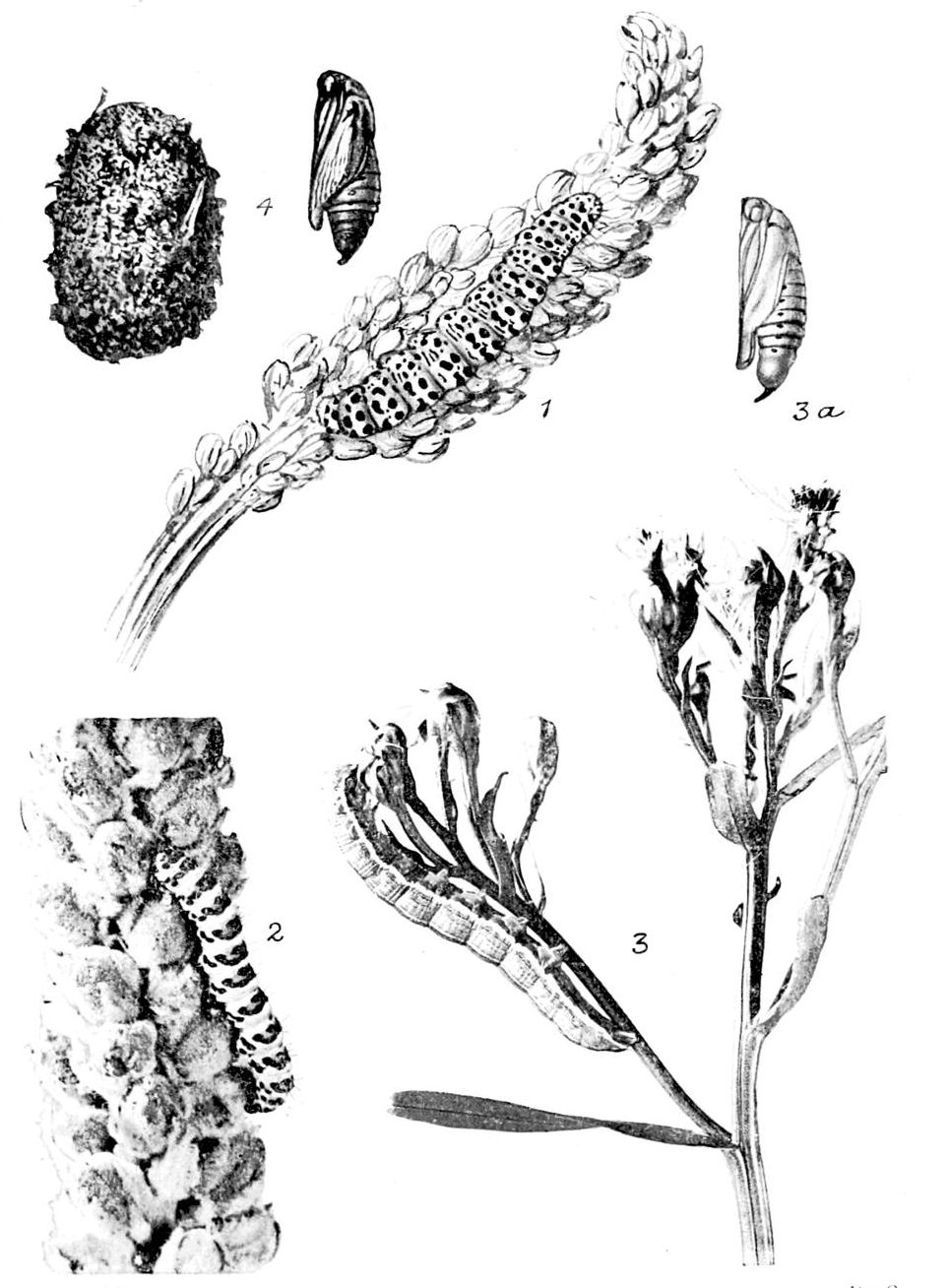
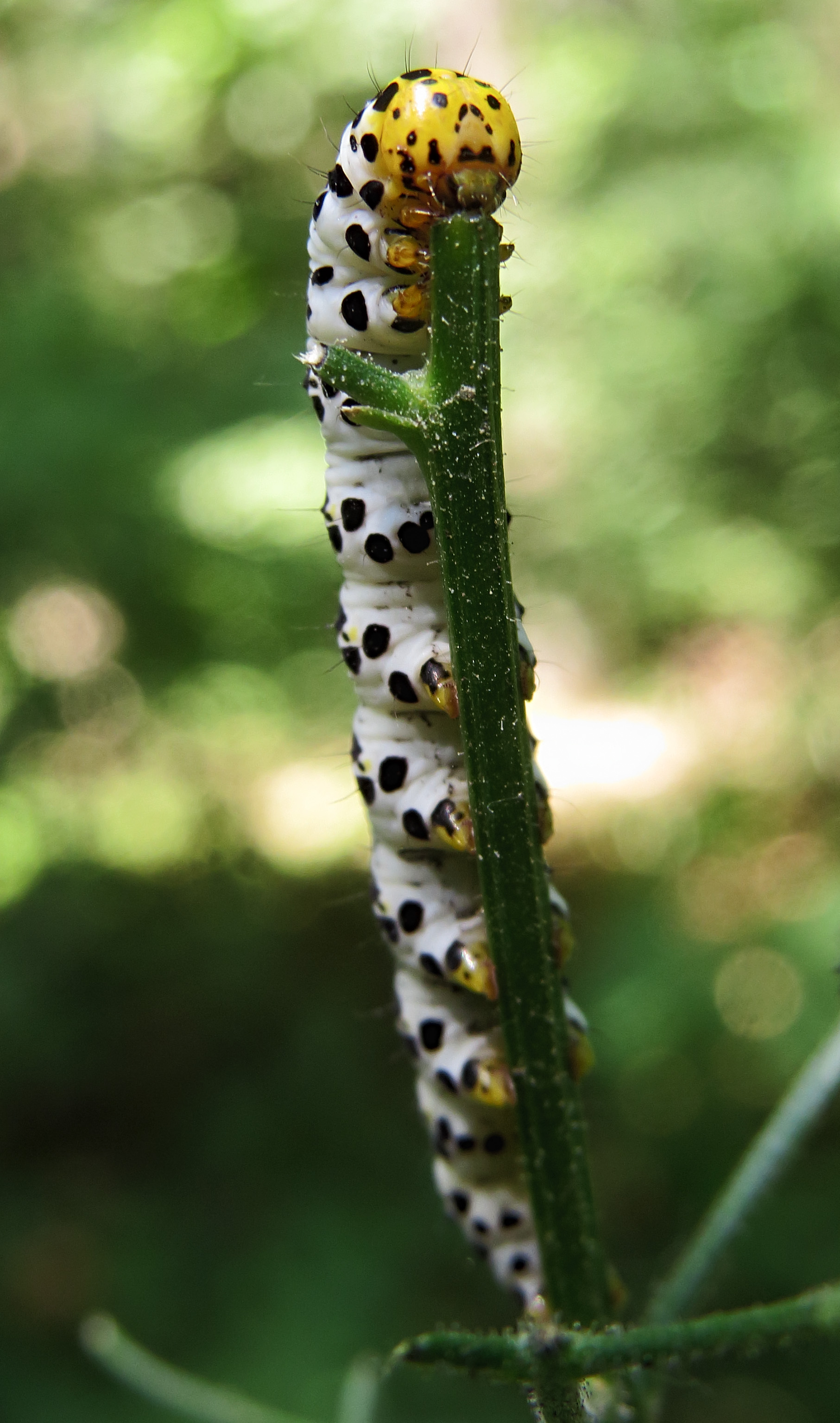
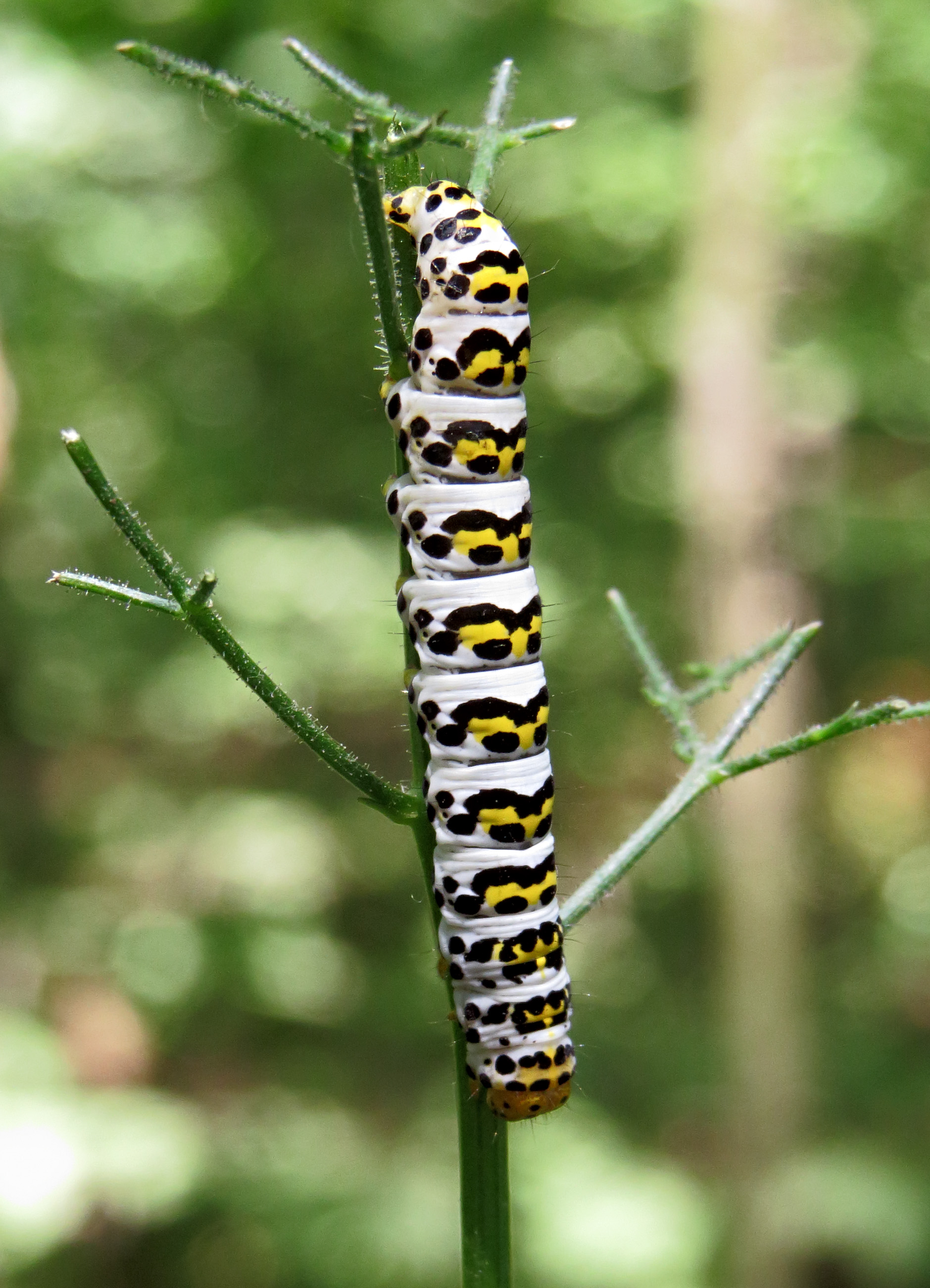